# Miguel Maria N'Zau Puna
Miguel Maria N'Zau Puna (Cabinda, 23 de fevereiro de 1933 — Luanda, 17 de julho de 2022) foi um militar, diplomata e político angolano. Serviu como Secretário-Geral da UNITA de 1966 até 1992, ocupando vários cargos no governo angolano já como filiado ao MPLA.

## Biografia
N'Zau Puna nasceu em 23 de março de 1933, em Cabinda. Seu pai era José Cabinda Puna e sua mãe era Margarida Swaly N'Zau.
Fez seus estudos primários na Escola da Missão Católica de Cabinda, e o secundário na Escola da Missão Católica de Malanje.
Exilou-se no Congo-Léopoldville, em 1961, onde filiou-se à Frente Nacional de Libertação de Angola (FNLA). Foi enviado pela direção do partido para estudar na Escola de Agricultura de Moghrane, Tunísia, e na Escola Superior de Cooperação, tendo recebido treino militar na China.
Em 1966 participou na fundação da União Nacional para a Independência Total de Angola (UNITA), um partido político angolano que lutou contra o Movimento Popular de Libertação de Angola (MPLA) na Guerra Civil Angolana.
De 1968 a 1989 foi secretário-geral da UNITA e em 1982 foi comandante da Frente Noroeste. Promovido a general das Forças Armadas de Libertação de Angola (FALA), foi nomeado Ministro do Interior no Governo das Terras Livres de Angola (ou Conselho Nacional da Revolução), a entidade conta-governamental responsável pela República Popular Democrática de Angola.
Pouco antes das eleições gerais de Angola em 1992 deixou a UNITA com António da Costa Fernandes denunciando o facto do líder do partido, Jonas Savimbi, ter ordenado os assassinatos de Wilson dos Santos, delegado da UNITA em Portugal, e Tito Chingunji, um dos principais estrategistas políticos e chefe dos negócios estrangeiros do partido. As mortes de Dos Santos e Chingunji e as deserções de Fernandes e Puna enfraqueceram as relações entre os Estados Unidos e a UNITA e prejudicaram seriamente a reputação internacional de Savimbi.
Após a sua deserção, ingressou no MPLA, com o qual foi nomeado vice-ministro da administração territorial de 1997 a 1999. De 28 de Setembro de 2000 a 2008, foi embaixador de Angola no Canadá e deputado pelo MPLA na Assembleia Nacional Angolana, eleito nas eleições legislativas angolanas de 2008.
Faleceu em Luanda em 17 de julho de 2022.